# 마르크앙드레 플뢰리
마르크앙드레 플뢰리(프랑스어: Marc-André Fleury, 프랑스어 발음: [maʁk ɑ̃dʁe flœʁi], 1984년 11월 28일~)는 캐나다의 전직 아이스하키 선수로 포지션은 골텐더이다. 그는 현역 시절 내셔널 하키 리그(NHL)의 피츠버그 펭귄스와 베이거스 골든 나이츠, 시카고 블랙호크스, 미네소타 와일드 소속으로 뛰었으며 캐나다 대표팀의 일원이었다. 
플뢰리는 피츠버그 소속 시절 스탠리 컵 3회 우승을 달성했고 베이거스 골든 나이츠 소속 시절인 2021년에 윌리엄 M. 제닝스 트로피와 베지나 트로피를 수상했다. 그는 파트리크 루아와 마르탱 브로되르의 뒤를 이어 역대 3번째로 NHL 통산 500승을 기록한 골텐더이며 루아, 브로되르, 로버토 루옹고의 뒤를 이어 역대 4번째로 NHL 1000경기 출전을 달성한 골텐더이다.